# Hydrangea longipes
Hydrangea longipes är en hortensiaväxtart som beskrevs av Adrien René Franchet. Hydrangea longipes ingår i släktet hortensior, och familjen hortensiaväxter.

## Underarter
Arten delas in i följande underarter:
- H. l. fulvescens
- H. l. lanceolata